# Mestosoma camerani
Mestosoma camerani är en mångfotingart som först beskrevs av Filippo Silvestri 1895.  Mestosoma camerani ingår i släktet Mestosoma och familjen orangeridubbelfotingar. Inga underarter finns listade i Catalogue of Life.